# يوهان برنهارد فيشر
يوهان برنهارد فيشر (بالألمانية: Johann Bernhard von Fischer)‏ هو طبيب وكاتب ومؤلف ألماني، ولد في 28 يوليو 1685 في لوبيك في ألمانيا، وتوفي في 8 يوليو 1772 في ريغا في لاتفيا.